# Allium diabolense
Allium diabolense är en amaryllisväxtart som först beskrevs av Francis Marion Ownbey, Hannah Caroline Aase och Hamilton Paul Traub, och fick sitt nu gällande namn av Mcneal. Allium diabolense ingår i släktet lökar, och familjen amaryllisväxter. Inga underarter finns listade i Catalogue of Life.